# Exocentrus asmarensis
Exocentrus asmarensis là một loài bọ cánh cứng trong họ Cerambycidae.